# Maurice Genest
Pour les articles homonymes, voir Genest.
Maurice Genest, né le 22 février 1912 à Béthune (Pas-de-Calais) et mort le 10 mars 2006 à Conflans-Sainte-Honorine (Yvelines), est un homme politique français.

## Biographie
Fils d'un paysan devenu mineur de fond dans le Pas-de-Calais, Maurice Genest entre dans le monde du travail à 11 ans, après l'obtention de son certificat d'études. D'abord ouvrier, il est ensuite, à partir de 1926, garçon de café. En 1934, il devient employé dans le secteur des assurances, et s'installe dans l'Oise, à Agnetz.
C'est à la même période qu'il adhère au Parti communiste.
Mobilisé en 1939, il est fait prisonnier, mais parvient à s'évader. Il s'engage dans la résistance après son retour à la vie civile, et dans la clandestinité à partir de juillet 1941. Arrêté par la police française en octobre 1942, il est condamné à vingt ans de travaux forcés pour activités communistes. Il reste emprisonné à Amiens jusqu'au bombardement de la prison, le 18 février 1944, qui lui permet de s'évader. Il se déplace alors en Eure-et-Loir où il reprend ses activités de résistance. Officier des FFI depuis 1942, il est décoré à la Libération de la Croix du combattant volontaire et de la médaille de la résistance.
Grand invalide de Guerre, membre du comité départemental de libération d'Eure-et-Loir, il est aussi jusqu'en 1949 directeur du journal « L'Eure-et-Loir », paru dans la clandestinité, et qu'il fait renaître en août 1945.
Élu conseiller municipal de Chartres en 1945, il mène la liste du PCF en Eure-et-Loir pour l'élection de la première assemblée constituante, en octobre 1945. Avec 20,5 % des voix, il est élu député, et réélu en juin 1946 avec 21,5 % des voix.
À l'assemblée, il se préoccupe surtout de la question du ravitaillement et de l'amélioration des conditions de la vie quotidienne. Il propose ainsi la nationalisation de certaines sociétés laitières, ou, en octobre 1946, l'augmentation de la ration journalière de pain.
En novembre, toujours tête de liste communiste, il améliore encore son score, avec 23,3 % des voix, et conserve son siège de député.
Il continue d'intervenir fréquemment sur les mêmes questions de ravitaillement et de rationnement, qui constitue l'essentiel de son activité parlementaire.
En 1951, il ne se représente pas aux législatives, mais reste militant du PCF jusqu'à sa mort.

## Détail des fonctions et des mandats
Mandats parlementaires
- 21 octobre 1945 - 10 juin 1946 : député d'Eure-et-Loir
- 2 juin 1946 - 27 novembre 1946 : député d'Eure-et-Loir
- 10 novembre 1946 - 4 juillet 1951 : député d'Eure-et-Loir